# ایمون محمود بابو
ایمون محمود بابو (بنگالی: ইমন মাহমুদ বাবু؛ زادهٔ ۳ ژوئن ۱۹۹۱) بازیکن فوتبال اهل بنگلادش است.
از باشگاه‌هایی که در آن بازی کرده است می‌توان به باشگاه فوتبال آباهانی داکا اشاره کرد.
وی همچنین در تیم ملی فوتبال بنگلادش بازی کرده است.